# Gozaresh
Gozaresh, (in iraniano گزارش), è un film del 1977 diretto da Abbas Kiarostami.

## Trama
Un funzionario del ministero delle Finanze, Mahmad Firuzkui, è accusato di prendere tangenti. Al tempo stesso il suo matrimonio si sta sgretolando e la moglie minaccia di lasciarlo.